# Jacques Denoël
Pour les articles homonymes, voir Denoël.
Jacques Denoël est un comédien français né à Hennebont, dans le Morbihan, le 10 mars 1923, et mort à Paris, dans le XIIIe, le 3 avril 1977.

## Filmographie
- 1941 : Premier rendez-vous d'Henri Decoin - (Un élève du collège)
- 1942 : Les Inconnus dans la maison d'Henri Decoin - (Marcel Destrivaux)
- 1942 : L'Homme qui joue avec le feu de Jean de Limur
- 1942 : Mariage d'amour d'Henri Decoin - (Le jeune marié)
- 1942 : Signé Picpus de Richard Pottier - (Jacques)
- 1946 : Le Café du Cadran de Jean Gehret - (L'amoureux)
- 1948 : Entre onze heures et minuit d'Henri Decoin
- 1949 : Rendez-vous de juillet de Jacques Becker
- 1949 : Tête blonde de Maurice Cam
- 1949 : Vive la grève de Robert Péguy - court métrage -
- 1950 : Tire au flanc de Fernand Rivers - (Pitou)
- 1950 : Les Anciens de Saint-Loup de Georges Lampin - (Espérandieu)
- 1950 : La Grande Vie d'Henri Schneider
- 1950 : Les miracles n'ont lieu qu'une fois d'Yves Allégret - (Un ami de Jérôme)
- 1951 : Drôle de noce de Léo Joannon
- 1951 : Ils sont dans les vignes / A votre santé de Robert Vernay
- 1951 : Nez de cuir d'Yves Allégret
- 1951 : Victor de Claude Heymann - (le garçon de café)
- 1952 : Les Amants de minuit de Roger Richebé
- 1952 : L'amour n'est pas un péché de Claude Cariven
- 1952 : Nous sommes tous des assassins d'André Cayatte - (Un garçon de café)
- 1952 : Le Plus Heureux des hommes d'Yves Ciampi : le barman
- 1952 : Le Rideau rouge ou Ce soir on joue Macbeth d'André Barsacq
- 1952 : Un trésor de femme de Jean Stelli
- 1953 : Le Défroqué de Léo Joannon - (Le garçon)
- 1953 : La nuit est à nous de Jean Stelli
- 1954 : La Soupe à la grimace de Jean Sacha - (Le journaliste)
- 1954 : Sur le banc de Robert Vernay - (Le mari)
- 1958 : Rapt au Deuxième Bureau de Jean Stelli
- 1961 : La Belle Américaine de Robert Dhéry et Pierre Tchernia - (Le chauffeur de la voiture)
- 1963 : Un drôle de paroissien de Jean-Pierre Mocky

## Théâtre
- 1949 : Un inspecteur vous demande de John Boynton Priestley, mise en scène Pierre Valde, Studio des Champs-Elysées
- 1952 : Le Bon Débarras de Pierre Barillet et Jean-Pierre Grédy, mise en scène Jean Wall, Théâtre Daunou
- 1952 : Les Fous de Dieu de Friedrich Dürrenmatt, mise en scène Catherine Toth, Théâtre des Noctambules
- 1963 : Piège pour un homme seul de Robert Thomas, mise en scène Jacques Charon, Théâtre des Bouffes-Parisiens